# کریستوفر شورمن
کریستوفر شورمن (انگلیسی: Christopher Showerman؛ زادهٔ ۲۴ ژوئن ۱۹۷۱) یک هنرپیشه و تهیه‌کننده اهل ایالات متحده آمریکا است.

## فیلم‌شناسی
- Speedball (۲۰۱۴) (in development)
- رادیو آمریکا (۲۰۱۲)
- روز بد (۲۰۰۸)
- دریای ترسناک (۲۰۰۶) as Derek
- The Gentle Barn (۲۰۰۵) as Jay
- جرج جنگل ۲ (۲۰۰۳) as George